# Hydatophylax spartacus
Hydatophylax spartacus är en nattsländeart som beskrevs av Schmid 1950. Hydatophylax spartacus ingår i släktet Hydatophylax och familjen husmasknattsländor. Inga underarter finns listade i Catalogue of Life.